# Atenia quadrasi
Atenia quadrasi е вид охлюв от семейство Helicodontidae. Видът не е застрашен от изчезване.

## Разпространение и местообитание
Разпространен е в Испания.
Обитава планини, възвишения, пещери, крайбрежия и плажове.